# Puberfonia
Puberfonia, także pomutacyjna niestabilność głosu (PNG; ang. puberphonia, mutational falsetto, functional falsetto, adolescent transitional voice disorder) – rzadkie zaburzenie głosu występujące w okresie pomutacyjnym, polegające na braku zmiany głosu z wysokiego, właściwego dla wczesnego dzieciństwa, na głos niski, dorosły. 
U osób dotkniętych puberfonią głos jest zazwyczaj ochrypły, nadmiernie wysoki i piskliwy, a mówienie sprawia im duży wysiłek. Wysoki, niedonośny głos jest tworzony ze zwiększonym napięciem mięśni krtani. W niektórych przypadkach zaburzenie to utrzymuje się nawet po 25. roku życia.
Pomutacyjna niestabilność głosu często ma podłoże psychologiczne; wśród czynników sprzyjających rozwojowi puberfonii wymienia się m.in. brak akceptacji nowego głosu, niedojrzałość społeczną/emocjonalną oraz problemy z identyfikacją płciową. Dodatkowo wykazano związek między pomutacyjnymi schorzeniami głosu a nadopiekuńczością matki i braku relacji z ojcem. Zaburzenia głosu w okresie pomutacyjnym mogą wynikać z przyczyn organicznych, związanych z zaburzeniami hormonalnymi; wówczas wymagane jest leczenie endokrynologiczne. Puberfonia może być także konsekwencją zaburzeń kontroli nerwowo-mięśniowej.
Schorzenie występuje przede wszystkim u mężczyzn. Tembr puberfonicznego głosu zaburza funkcjonowanie mężczyzn w przestrzeni społecznej oraz ma negatywny wpływ na ich stan emocjonalno-psychiczny.